# هريم بن أبي طحمة
أبو حَمزة هُرَيم بن أبي طحمة بن حارثة بن الشريد المُجَاشعي الدارمي التميمي (30 هـ - 105 هـ / 650م - 724م) فارس وقائد عربي شهد الفتوحات الإسلامية في بلاد ما وراء النهر في أيام قتيبة بن مسلم الباهلي ووكيع بن أبي سود التميمي وكان سيداً شريفاً، وشهد فتح مدينة بخارى وأظهر فيها شجاعةً كبيرة وكان على خيل قومه بني تميم قال ابن قتيبة: «كان هريم بن أبي طحمة المُجَاشعي شجاعاً، وشهد مع المهلب بن أبي صفرة قتال الخوارج الأزارقة، وشهد أيضاً قتال يزيد بن المهلب مع عدي بن أرطاة، ولما كان يوم سوراء أخذ هُرَيم اللواء بيده ثم أقحم في خمسة فوارس فأنهزم يزيد بن المهلب، ثم كبر هريم».

## نسبه
هو هُرَيم بن أبي طحمة وأسمه عُدَي بن حارثة بن الشريد بن مرة بن سفيان بن مُجَاشع بن دارم بن مالك بن حنظلة بن مالك بن زيد مناة بن تميم بن مر المُجَاشعي الدارمي الحنظلي التميمي ويُكَنى بأبي حمزة وبأبي التُرَجمان قال ابن حزم الأندلسي: «كان هُرَيم بن أبي طحمة فارس خراسان». وقال البلاذري: «كان هُريم يُكَنى بأبي حمزة، وكان شجاعاً». وفيه يقول الشاعر جرير:

## أخباره وسيرته
شهد هُرَيم بن أبي طحمة فتح مدينة بخارى في سنة 90 هـ عندما جمع والي خراسان قتيبة بن مسلم الباهلي جيشه وخرج إليه أهل بخارى مع ملكهم خاقان في جمعٍ كبير، والتقى الطرفين فاقتتلوا قتالاً شديداً وهزم جيش قتيبة بن مسلم، فمشى قتيبة بن مسلم إلى قبيلة تميم وقال: «يا بني تميم، إنكم أنتم بمنزلة الحطمية، فيوم كأيامكم، أبي لكم الفداء» فأخذ وكيع بن أبي السود التميمي لواء قومه، وكان على خيلهم هُرَيم بن أبي طحمة ودفع وكيع الراية إلى هُرَيم وعبرت خيلهم نهر جيحون وحاربوا أهل بخارى وأقتتلوا قتالاً شديداً، حتى نصرهم الله عليهم وانهزم أهل بخارى وجُرَح ملكهم خاقان وابنه. قال ابن الأثير: «لما عبر وكيع وهريم النهر وقف أهل بخارى على تلٍ مرتفع فقال وكيع لهريم: إني مُطاعنهم  فأشغلهم عنا بالخيل، فحمل وكيع عليهم حتى خالطهم، وحمل هريم في الخيل فطاعنوهم، ولم يزالوا يقاتلونهم حتى حدروهم من التل وانهزموا».
وقال البلاذري شهد هُرَيم بن أبي طحمة قتال يزيد بن المهلب في معركة سوراء مع مسلمة بن عبد الملك والعباس بن الوليد بن عبد الملك، وعقد العباس بن الوليد لهُرَيم على بني تميم، فأخذ هريم اللواء بيده وأقحم في خمس فوارس وهو يقول:
فأنهزم أصحاب يزيد بن المهلب.